# Свободная инициатива
Свободная инициатива —  созданная в 1982 году в СССР пацифистская группа.
О создании группы в 1982 году заявили Юрий Попов (1954—1999), известный в среде московских хиппи по кличке «Диверсант», и хиппи-анархист Сергей Троянский (1954 — пропал  без  вести в 2004), которые опубликовали обращение «К молодой Америке», в котором высказывались за развитие неправительственных мирных инициатив, установление контактов между простыми людьми в СССР и США.
Годом  раньше Сергей Троянский составил более радикальное обращение от собственного имени к советским хиппи под названием «К 1 июня 1981 года» с протестом против советского участия в войне в Афганистане. Оно  было  приурочено к 1 июня, так как в этот  день в 1971 году советские хиппи впервые попытались провести демонстрацию в защиту мира.
По инициативе Юрия Попова с 1982 года хиппи каждый год 1 июня собирались в парке Царицыно. В 1983 году такая встреча закончилась разгоном милицией и задержаниями. После неё в парке были найдены листовки, призывающие к отмене смертной казни и, по неподтвержденным данным, к прекращению войны в Афганистане.
В результате Юрий Попов был обвинён в хранении наркотиков (он и Троянский действительно употребляли наркотики), был признан невменяемым и летом 1984 года был направлен на принудительное лечение в спецпсихбольницу в Сычёвке. Через два года он был переведен в обычную психиатрическую больницу в посёлке Столбовая. Троянский, член группы «Свободной инициативы» Алексей Яганов и его жена Маргарита в октябре 1986 года также были арестованы по обвинению в хранении наркотиков.
В 1987 году вышедшие на свободу Попов и Троянский от имени «Свободной инициативы»  составили  манифест под  названием «Назад пути нет», в котором ставилась  цель создания  «позитивной»  программы для движения советских  хиппи и говорилось о необходимости практического  воплощения  идеалов. Текст манифеста был опубликован в советской неформальной печати. 
С 1988 по 1990 годы Юрий Попов от имени  «Свободной  инициативы» выпускал  самиздатский журнал   «Свобода». Он выходил  четыре  раза в год, но нерегулярно, постепенно превратившись  из  «журнала» в  «письмо-записку».  В  нём публиковались материалы по истории хиппи, пацифизма и анархизма в СССР и за рубежом, стихи хиппи, программные документы «Свободной инициативы», переписка с зарубежными единомышленниками. Всего вышло не менее 12  номеров, каждый тиражом не более 30 экземпляров.